# رئاسة جون كوينسي آدامز
بدأت رئاسة جون كوينسي آدامز في 4 مارس 1825، عندما نُصّب جون كوينسي آدامز رئيسًا للولايات المتحدة، وانتهت في 4 مارس 1829. تولى آدامز، الرئيس السادس للولايات المتحدة، منصبه بعد الانتخابات الرئاسية لعام 1824. سعى هو وثلاثة جمهوريين ديمقراطيين آخرين، هم هنري كلاي وويليام كروفورد وأندرو جاكسون إلى الرئاسة. لم يكن هناك حزب تمهيدي قبل ستة أشهر من الانتخابات العامة مثلما جرت عادة. لم يفز أي مرشح بأغلبية أصوات الهيئة الانتخابية، ولذلك اختار مجلس النواب الأمريكي الرئيس في انتخابات طارئة. بمساعدة كلاي، انتخب مجلس النواب آدامز، وأصبح كلاي وزير خارجية آدامز. انتهت رئاسته بعد هزيمته في الانتخابات الرئاسية عام 1828 من قبل جاكسون.
عندما تولى منصبه، صاغ آدامز أجندة محلية طموحة. تصور سوقًا وطنيًا يرتبط من خلاله الشمال والجنوب والمدينة والريف معًا عن طريق التجارة والتبادل. مؤيدًا للنظام الأمريكي الذي اقترحه هنري كلاي، اقترح استثمارات كبيرة في المجال الداخلي (بما في ذلك بناء الطرق والقنوات)، وإنشاء مؤسسات تعليمية مثل جامعة وطنية، من بين مبادرات أخرى، لتحقيق هذه الرؤية في الحياة. لكن بسبب الدعم الضئيل من قادة الكونجرس، أعاق الكونجرس أجندته إلى حد كبير. أضر دعمه لـ «تعرفة المكروهات»، وهي تعريفة وقائية أقرها الكونجرس عام 1828 بشعبيته بين الناخبين. كان أداء مبادرات الشؤون الخارجية لإدارة آدامز أفضل قليلًا فقط، فقد منع الكونجرس العديد من مبادراته.
أدت الطبيعة المثيرة للجدل لانتخابات عام 1824 إلى زوال الحزب الديمقراطي الجمهوري وظهور حقبة جديدة في السياسة الأمريكية. بعد وصف فوز آدامز بأنه نتيجة «صفقة فاسدة» بين آدامز وكلاي، أمضى جاكسون وأنصاره، بمن فيهم مارتن فان بورين ونائب الرئيس جون سي كالهون، السنوات الثلاث التالية في بناء المنظمة التي ستصبح الحزب الديمقراطي الحديث. نظم أتباع آدامز أنفسهم بشكل أكثر مرونة على أنهم الحزب الجمهوري الوطني، لكنهم لم يتمكنوا من مضاهاة جهود الديمقراطيين في عهد جاكسون، الذي فاز في انتخابات عام 1828 بأغلبية ساحقة.

## التنصيب
أدى آدامز اليمين كرئيس أمام رئيس المحكمة العليا جون مارشال في 4 مارس 1825، في حفل أقيم في مجلس النواب في مبنى الكابيتول بالولايات المتحدة. أدى اليمين الرئاسية على جزء من القانون الدستوري، بدلًا من الكتاب المقدس التقليدي. في خطابه الافتتاحي، تبنى آدامز لهجة ما بعد الحزبية، واعدًا بأنه سيتجنب بناء الأحزاب والتعيينات ذات الدوافع السياسية. واقترح برنامجًا مفصلًا للتحسينات الداخلية: الطرق والموانئ والقنوات. على الرغم من تشكيك البعض في دستورية مثل هذه المشاريع الفيدرالية، جادل آدامز بأن بند الرفاهية العامة ينص على سلطة دستورية واسعة. بينما شارك أسلافه في مشاريع مثل بناء الطريق الوطني، وعد آدامز بأنه سيطلب من الكونجرس الإذن بالعديد من هذه المشاريع.

## الإدارة
مثل مونرو، سعى آدامز إلى حكومة متوازنة جغرافيًا تمثل مختلف فصائل الحزب، وطلب من أعضاء حكومة مونرو البقاء في مناصبهم لإدارته. بقي صامويل ل. ساوثارد من ولاية أوهايو في العمل كرئيس للقوات البحرية، بينما احتفظ ويليام ويرت، الذي كان يتمتع بعلاقات قوية مع كل من فرجينيا وماريلاند، بمنصبه كمدعٍ عام. استمر جون ماكلين من ولاية أوهايو في العمل كرئيس للبريد، وهو منصب مهم لم يكن جزءًا من مجلس الوزراء. لقد فضل كل من ساوثارد وماكلين كالهون وجاكسون في عام 1824، بينما ابتعد ويرت عمومًا عن الانخراط في السياسة الانتخابية.
اختار آدامز هنري كلاي وزيرًا للخارجية، مما أغضب أولئك الذين اعتقدوا أن كلاي قد عرض دعمه في انتخابات عام 1824 للفوز بأفضل منصب في مجلس الوزراء. على الرغم من أن كلاي ندم لاحقًا على قبول هذا المنصب لأنه عزز اتهام «الصفقة الفاسدة»، لكن كانت قوة كلاي في الغرب واهتمامه بالسياسة الخارجية مبررًا لجعله خيارًا طبيعيًا لمنصب وزاري أعلى. كانت خيارات آدامز الأولى لوزير الحرب ووزير الخزانة هي أندرو جاكسون وويليام كروفورد، على التوالي. نظرًا لأن جاكسون لم يكن مهتمًا بالخدمة في إدارة آدامز، اختار آدامز جيمس باربور من فرجينيا، وهو مؤيد بارز لكروفورد، لقيادة وزارة الحرب. بعد رفض كروفورد مواصلة عمله كوزير للخزانة، طلب آدامز من ألبرت جالاتين تولي المنصب، لكن جالاتين رفض أيضًا. وبذلك استلم ريتشارد راش من ولاية بنسلفانيا قيادة وزارة الخزانة، على الرغم من أنه لم يشارك في انتخابات عام 1824 بحكم خدمته كسفير في بريطانيا. بصفته وزيرًا للخزانة، أصبح راش مدافعًا بارزًا عن التحسينات الداخلية والرسوم الجمركية الوقائية. ترأس آدامز حكومة متناغمة ومنتجة. التقى بمجلس الوزراء كمجموعة على أساس أسبوعي لمناقشة القضايا الرئيسية المتعلقة بالسياسة، وأعطى أعضاء مجلس الوزراء قدرًا كبيرًا من حرية التصرف في أداء واجباتهم.
بالنسبة للسفراء، قام الرئيس آدامز أو أبقى على التعيينات التالية:
- المملكة المتحدة:
  - روفوس كينغ (حتى 1826)
  - ألبرت جالاتين (حتى 1827)
  - جيمس بربور
- فرنسا:
  - جيمس براون (تابع للإدارة السابقة)
- إسبانيا:
  - ألكسندر هيل ايفرت
- هولندا:
  - كريستوفر هيوز (القائم بالأعمال)
- البرتغال:
  - توماس إل برنت (القائم بالأعمال)
- روسيا وبروسيا: لا يوجد

## القضاء
عين آدامز قاضيًا واحدًا في المحكمة العليا للولايات المتحدة وأحد عشر قاضيًا في محاكم المقاطعات بالولايات المتحدة. نشأ أول منصب شاغر في فترة آدامز عند وفاة مساعد القاضي توماس تود في فبراير 1826. رشح آدامز كينتاكي آخر ليحل محل تود، هو روبرت تريمبل، الذي كان أول قاضٍ فيدرالي يُرقى إلى المحكمة العليا. بعد التداول لمدة شهر، وافق مجلس الشيوخ على تريمبل بأغلبية 27 مقابل 5 أصوات. توفي تريمبل في عام 1828 عن عمر يناهز 52 عامًا، مما أدى إلى وجود منصب شاغر آخر في المحكمة. بعد أن رفض كل من تشارلز هاموند وكلاي التعيين، رشح آدامز السناتور جون جي كريتندن من كنتاكي. قدم آدامز الترشيح في ديسمبر 1828، ورفض الجاكسونيون في مجلس الشيوخ الموافقة على كريتندن تاركين شاغرة لجاكسون لملئه.

## مغادرته
غادر جون كوينسي آدامز منصبه في 4 مارس 1829. لم يحضر آدامز حفل تنصيب خليفته، أندرو جاكسون، الذي رفضه علانية برفضه إجراء «مكالمة المجاملة» التقليدية إلى الرئيس المنتهية ولايته خلال الأسابيع التي سبقت تنصيبه. توفيت زوجة جاكسون بعد فترة وجيزة من الانتخابات، وألقى جاكسون باللوم على آدامز وأتباعه في وفاتها. كان آدامز واحدًا من أربعة رؤساء فقط اختاروا عدم حضور حفل تنصيب خليفتهم؛ والآخرون هم خليفته أندرو جونسون ودونالد ترامب.